# Palais Baldassini
Palais Baldassini, ensuite Palais Palma, est un palais situé à Rome au 35 via delle Coppelle (Rione VIII Sant'Eustachio). 

## Histoire
L'édifice est l'œuvre de Antonio da Sangallo le Jeune, architecte de la Renaissance, construit en 1516-1519 sur commande de Melchiorre Baldassini, acteur de la  chancellerie apostolique.

## Description
Le palais s'articule autour d'une cour de forme quadrangulaire qui se développe en hauteur avec une loggia de deux étages avec des pilastres toscans et des colonnes ioniques. Au rez-de-chaussée, les fenêtres portent des grilles et le portail est flanqué de demi-colonnes doriques qui soutiennent un entablement.

### Intérieur
L'intérieur comportait des fresques attribuées à des élèves de Raphaël
Au rez-de chaussée se trouve une voûte peinte à fresque avec des grotesques de Giovanni da Udine (1517-1519).
Au premier étage restent des fragments d'un grand cycle de fresques de Perin del Vaga : Filosofi, Figure allegoriche et une frise  Episodi di storia antica, animali fantastici e putti. 
Une partie de cette frise a été détachée : les scènes Tarquinio Prisco fonda il tempio di Giove in Campidoglio et Giustizia di Seleuco sont désormais au musée des Offices de Florence. 
Au piano nobile se trouve une série de scènes mythologiques peintes à fresque par Giovanni da Udine.